# 鳥治食品
鳥治食品株式会社（とりじしょくひん、英: TORIJI FOODS Co.,Ltd.）は、大阪府豊中市服部寿町に本社を置く、鶏肉の加工及び卸しなどを行う会社である。

## 会社概要
鶏肉卸、鶏肉カット、鶏肉加熱加工、業務スーパー経営を行っている。鶏肉加工卸事業においては大阪でシェアトップで西日本でもトップクラス。鶏肉カット製品は、食品メーカー、学校給食、事業所給食、病院食、コンビニエンスストア、外食産業などに販売している。
ブランド化も進めており、2014年8月8日に「かしわ屋さんの」は鳥治食品株式会社の登録商標となる。
直営店として但馬地鶏など鶏肉料理を扱うレストラン「Primorgu 道頓堀店」を2008年2月から大阪・道頓堀にて営業していたが、閉店している。
また業容拡大に伴い、2020年1月に本社機能並びに鶏肉加工工場・流通センター機能を併設した新社屋（大阪府中市服部寿町）へ移転。近年堅調に推移する鶏肉カット製品市場への対応のためである。鶏肉のカット能力においては日本最大級を誇る新工場になる。
新社屋の特徴としては環境への配慮を目的とした大型排水処理施設の設置やＬＥＤ照明の導入を行っている。また、従業員の働く環境への配慮も特筆されるものがあり、無料で利用できるフィットネスジムの設置、従業員がくつろげるウッドデッキのあるテラス席やカフェテリアも設置されている。

## 沿革
- 1960年（昭和35年）   6月　　鳥治商店として創業
- 1972年（昭和47年）   8月　　鳥治食品株式会社を設立
- 1984年（昭和59年） 10月　   本社3階建ビル（現 大阪プロセスセンター）が完成
- 1995年（平成07年）   3月　　本社ビル（現 大阪プロセスセンター）増築
- 1998年（平成10年）   5月　　関連会社　有限会社バードコーポレーション設立
- 2002年（平成14年）   5月　　旧本社及び豊中工場を新築し、本社を豊中市名神口に移転
- 2004年（平成16年）   4月　　業務スーパー十三店オープン
- 2005年（平成17年）   9月　　内本 基嗣が代表取締役社長に就任
- 2007年（平成19年）   4月　　業務スーパー京橋店オープン
- 2011年（平成23年） 12月　   旧豊中工場増築
- 2015年（平成27年）   2月　　関連会社　株式会社ワンダーウォール 設立
- 2016年（平成28年）   5月　　大阪プロセスセンター 改築
- 2020年（令和02年）   1月　　本社及び豊中工場を豊中市服部寿町に新築移転